# 法卡塔蒂瓦
法卡塔蒂瓦是哥倫比亞的城市，位於該國中部，由昆迪納馬卡省負責管轄，距離首都波哥大42公里，始建於1600年7月3日，面積158平方公里，海拔高度2,586米，2005年人口106,067。

## 外部連結
- （西班牙文） Government of Facatativá official website （页面存档备份，存于）
- （西班牙文） Community official website
- （西班牙文） Concejo Municipal official website （页面存档备份，存于）

4°49′N 74°22′W / 4.817°N 74.367°W